# Casimiro Ara
Pour les articles homonymes, voir Ara.
Casimiro Ara (né le 19 février 1813 à Trino et mort en 1883) est un avocat et un homme politique italien.

## Biographie
Casimiro Ara est né en 1813 à Trino, a fait ses études à Turin où en 1831, il a été diplômé de droit.
Il a été député du royaume de Sardaigne durant les Ve, VIe et VIIe législatures.
Il a été député du royaume d'Italie durant les VIIIe, IXe, Xe et XIe législatures.
Il avait présenté deux projets de lois: 
- Le premier sous la VIIIe législature du royaume d'Italie présenté le 17 juin 1861) avec Celestino Gastaldetti et Pier Carlo Boggio[3],[4].
- Le second sous la XIe législature du royaume d'Italie présenté le 19 décembre 1872 avec Paulo Fambri et Giovanni Battista Francesco Varè[5].

Il a également écrit plusieurs ouvrages.